# Arielle Meyer MacLeod
Pour les articles homonymes, voir Meyer et MacLeod.
Arielle Meyer MacLeod est une écrivaine, dramaturge et chercheuse suisse.

## Biographie
Après une formation de comédienne à l’École de la Rue Blanche (ENSATT) où elle a été admise en 1981, elle poursuit des études de lettres à l’Université de Genève où elle obtient un doctorat en 1999.
Sa thèse, Le spectacle du secret. Gautier, Barbey d’Aurevilly, Stendhal et Zola, est publiée en 2003 chez Droz,,.
Elle enseigne aux universités de Genève et Lausanne et, à partir des années 2000, revient vers le théâtre par le biais de la dramaturgie. Collaboratrice littéraire de La Comédie de Genève sous la direction de Anne Bisang (2002-2009), elle en devient la dramaturge, collaboratrice artistique et chargée de programmation sous celle de Natacha Koutchoumov et Denis Maillefer (2017-2023).
En 2012 elle publie, avec Michèle Pralong, les actes d’un colloque qu'elle organise à Genève : Raconter des histoires. Quelle narration au théâtre aujourd’hui ?.
Parallèlement, elle intervient régulièrement comme enseignante à La Manufacture – Haute école de théâtre de Suisse romande.
En 2014, elle publie un premier roman, Tourner la page (avec Balzac) aux éditions Zoé,,. Dans la douleur d’une séparation amoureuse, la narratrice retrouve un article qu’elle avait écrit sur La Maison du chat-qui-pelote, roman inaugural de La Comédie Humaine de Balzac. Au récit intime, auquel s’ajoute une enquête sur l’écriture de soi, vient se nouer l’analyse littéraire, « un récit à la fois sensible et érudit, tenu et sincère », d’après la journaliste Anne Pitteloud.
En février 2024 paraîtra Vues d’intérieur après destruction, chez Arléa.

### Essais
- Le Spectacle du secret. Gautier, Barbey d’Aurevilly, Stendhal et Zola, Droz, 2003  (ISBN 2-600-00840-3)
- Raconter des histoires. Quelle narration au théâtre aujourd’hui ? MetisPresses, coll. Voltiges, 2012  (ISBN 978-2-940406-44-9)

### Romans
- Tourner la page (avec Balzac), Zoé, 2014  (ISBN 978-2-88182-912-3)
- Vues d’intérieur après destruction, Arléa, coll. La Rencontre, à paraître février 2024

### Articles
- « Caméra directe et métalepse: Julia, de Christiane Jatahy, entre réalité et fiction », in L'acteur face aux écrans. Corps en scène. sous la direction de Josette Féral, L'Entretemps, 2018
- « L’irruption du réel au cœur de la performance. Dialogue en différé avec Yan Duyvendak », in Metteur en scène aujourd’hui. Identité artistique en question ? sous la direction de Izabella Pluta, Presses Universitaires de Rennes, 2017
- « Quartier lointain : de la case à la scène », in Registres, Presses de la Sorbonne Nouvelle, oct 2012
- « Narration et fiction. Intermittences et soubresauts », in Raconter des histoires. Quelle narration au théâtre aujourd'hui ?, MétisPresses, coll Voltiges, 2012
- Postface de Case Study Houses de Mathieu Bertholet, Actes Sud-Papiers, 2010
- « L’amour imaginaire : de la méprise au mépris » in L’Année Stendhal no 4, Paris, Klincksiek, automne 2000.
- « La cicatrice ou le secret des amants » in Le corps et ses violences. Actes du colloque international de Genève, Genève, Droz, 1998.
- « Naturalisme : hardiesse ou pornographie ? Zola et Barbey : la chair en texte », in Equinoxe, Revue romande de Sciences Humaines, no 19, mars-avril 1998.